# The Trial of a Time Lord
The Trial of a Time Lord (pol. Proces Władcy Czasu) – dwudziesty trzeci sezon wersji klasycznej brytyjskiego serialu science-fiction pt. Doktor Who. Jest to jedyny sezon w historii serialu, który jakkolwiek nazwano. Sezon ten wyróżnia się również tym, że jako jedyny tworzy tylko 1 historię dzielącą się na 4 przygody, a te z kolei - na odcinki. The Trial of a Time Lord rozpoczęło się 6 września 1986 roku premierą przygody The Mysterious Planet, a zakończyło się 6 grudnia 1986 przygodą The Ultimate Foe.

## Obsada
Colin Baker kontynuował wcielanie się w postać szóstego Doktora. The Trial of a Time Lord okazał się być jego ostatnią historią, gdyż kierownictwo BBC chciało odświeżyć serial. Producenci mieli jednak nadzieje, że Baker będzie chciał powrócić w pierwszej historii sezonu 24., Time and the Rani by odegrać scenę regeneracji, ale on się nie zgodził. Postanowiono więc, że jego następca, Sylvester McCoy zagra w przebraniu szóstego Doktora scenę regeneracji.
Nicola Bryant kontynuowała granie roli towarzyszki Doktora, Peri Brown. Philip Martin, scenarzysta drugiej przygody pt. Mindwrap dostał wymóg od producentów serialu, że jego przygoda powinna być zakończona śmiercią Peri, ponieważ planowali oni wprowadzenie nowej towarzyszki, Mel. Tymczasem Bryant obawiała się jej kariera może ucierpieć z powodu zbyt długotrwałego wcielania się w jedną postać, więc spokojnie zareagowała na informację od producenta, Johna Nathan-Turnera o jej odejściu. Bryant przez większość czasu była pewna, że jej postać umrze, dlatego była rozczarowana gdy dowiedziała się, że jej postać tak naprawdę przeżyła.
John Nathan-Turner już w zarysie całej historii uwzględnił zamianę towarzyszek. Nową towarzyszką była Melanie Bush. Ze względu na podobieństwo do zarysu do tej roli wybrano aktorkę, piosenkarkę i tancerkę Bonnie Langford. Początkowo Nathan-Turner nie był przekonany do tego, że Langford przyjmie propozycję dołączenia do obsady, ale Langford odpowiedziała pozytywnie mając nadzieję na to, że bardziej dramatyczna rola pozwoli jej poszerzyć horyzonty możliwości aktorskich. W grudniu 1985 roku Langford podpisała kontrakt na 6 końcowych odcinków The Trial of a Time Lord, z opcją na kolejne 2 lata.
Przez całą historię pojawiają się nowe postacie, w tym m.in. Valeyard grany przez Michaela Jaystona oraz Inkwizytorka grana przez Lyndę Bellingham. W przygodach The Mysterious Planet i The Ultimate Foe pojawia się Sabalom Glitz, grany przez Tony’ego Selby'ego, który powróci w historii z sezonu 24 pt. Dragonfire. W przygodzie The Ultimate Foe pojawia się Mistrz grany przez Anthony’ego Ainleya, który w serialu pojawiał się wielokrotnie.

## Przygody i odcinki
| N/o | Tytuł                  | Reżyseria        | Scenariusz                       | Odcinki   | Emisja                                                                             | Kod |
| --- | ---------------------- | ---------------- | -------------------------------- | --------- | ---------------------------------------------------------------------------------- | --- |
| 143a | The Mysterious Planet  | Nicholas Mallett | Robert Holmes                    | 4 odcinki | 6 września 1986 13 września 1986 20 września 1986 27 września 1986                 | 7A  |
| TARDIS zostaje przeniesione na stację kosmiczną, gdzie Doktor ze względu na amnezje, nie wie co się stało z jego towarzyszką, Peri. Po chwili, na zlecenie Najwyższej Rady Władców Czasu staje przed sądem, gdzie zostaje oskarżony przez tajemniczego Władcę Czasu, Valeyarda o złamanie zasady dotyczącej nieingerencji Władców Czasu w historię innych ras. Valeyard za pomocą urządzenia o nazwie Matrix, który przetrzymuje wszystkie informacje dotyczące każdego Władcy Czasu pokazuje niedawne wspomnienia Doktora jako dowód jego winy. W pierwszej retrospekcji Doktor i Peri przebywają w odległej przyszłości, na planecie Ravolox. Według Władców Czasu Ravolox została zniszczona przez kulę ognia i nadal się pali, ale w rzeczywistości planeta została schwytana przez barbarzyńców. Po pewnym czasie Doktor dochodzi do wniosków, że w rzeczywistości są na Ziemi, ale przeniósł się o kilka milionów lat świetlnych, a z nieznanych powodów planeta ta jest nazywana Ravolox. W tym samym czasie co Doktor i Peri na planetę przybywa też Sabalom Glitz, który próbuje uzyskać ukryte tajemnice i zaawansowane technologie, przetrzymywane przez robota, który rządzi na planecie. Doktor jest zmuszony wyłączyć niestabilne źródło energii owego robota, ponieważ potencjalnie zagraża on katastrofalnej eksplozji, która doprowadziłaby do utraty wszystkich informacji. Kiedy Doktor odlatuje, zastanawia się dlaczego Ziemia jest oddalona kilka milionów lat świetlnych od swojej pierwotnej pozycji. |                        |                  |                                  |           |                                                                                    |     |
| 143b | Mindwarp               | Ron Jones        | Philip Martin                    | 4 odcinki | 4 października 1986 11 października 1986 18 października 1986 25 października 1986 | 7B  |
| Drugim dowodem Valeyard jest podróż Doktora i Peri na planetę Thoros Beta, gdzie badają oni sprawę sprzedaży broni i spotykają swoich starych znajomych, Silów, którzy badają prymitywną kulturę mieszkańców królestwa, należącego do króla Yrcanos. W pewnym momencie przychodzi naukowiec, Crozier, który przygotowuje się do operacji na wpływowym osobniku rasy Mentor, Kiv, którego mózg bardzo dobrze się rozwija i jest zamiar przeniesienia tego mózgu do nowego osobnika, jakim okazuje się być Peri. W związku z tym zabito Peri i zastąpiono jej mózg, mózgiem Kiv. Doktor podczas tych wydarzeń, na retrospekcji jest przedstawiony jako egoista i osoba, którą nie interesuje dobro swojej towarzyszki, dlatego Doktor na rozprawie zbiera podejrzenia jakoby materiał został sfałszowany. |                        |                  |                                  |           |                                                                                    |     |
| 143c | Terror of the Vervoids | Chris Clough     | Pip i Jane Baker                 | 4 odcinki | 4 listopada 1986 8 listopada 1986 15 listopada 1986 22 listopada 1986              | 7Ca |
| Doktor dostaje prawo do głosu na rozprawie i podaje przykład, kiedy to on i jego nowa towarzyszka, Mel udali się do roku 2986 na statek kosmiczny Hyperion III jako odpowiedź na wezwanie pomocy przez pasażerów tego statku. Po pewnym czasie statek został przejęty przez roślinne humanoidy, Vervoidsy, a pasażerowie byli powoli zabijani. Doktor postanowił działać i nauczył Vervoidsów bycia genetycznie niewolnikami, przez co zaczynały one ginąć. Valeyard wykorzystał ten fakt i zarzucił Doktorowi ludobójstwo. |                        |                  |                                  |           |                                                                                    |     |
| 143d | The Ultimate Foe       | Chris Clough     | Robert Holmes & Pip i Jane Baker | 2 odcinki | 29 listopada 1986 6 grudnia 1986                                                   | 7Cb |
| Doktor ostatecznie twierdzi, że matryca została podmieniona. Chwilę później na ekranie matrycy pojawia się Mistrz, udowadniając, że można przez nią przechodzić, a za chwilę na rozprawie pojawiają się Mel i Sabalom Glitz. Wówczas Valeyard wiedząc, że przegra tę sprawę ucieka do matrycy, natomiast Mistrz mówi, że Valeyard jest w rzeczywistości złym wcieleniem Doktora, pomiędzy trzynastym, a ostatnim jego wcieleniem. W pewnym momencie Valeyard próbuje zabić Najwyższą Radę, co powstrzymuje Mistrz. Doktor udaremnia Valeyarda, co niszczy matrycę. Ostatecznie Doktor zostaje wyczyszczony z wszystkich zarzutów przez Inkwizytorkę, a ona proponuje Doktorowi przewodnictwo w Najwyższej Radzie, na co on się nie zgadza. |                        |                  |                                  |           |                                                                                    |     |

## Produkcja
Zmiany, które zaszły w sezonie 22. (produkowanie trzynastu 45-minutowych odcinków, podzielonych na 6 historii emitowanych w sobotnie wieczory, raz tygodniowo) przyniosły sukces w postaci zwiększonej oglądalności sięgającej 6-8 milionów widzów, dlatego zmiany miała być kontynuowana w sezonie 23. Zespół produkcyjny rozpoczął przygotowania do sezonu 23., który miał mieć dokładnie taki sam format i mieć premierę w okolicach stycznia 1986. Większość wątków zostało ułożonych w historiach między wrześniem 1984 a lutym 1985. W lutym 1985 BBC ogłosiła jednak redukcję kosztów w związku z dużymi projektami, w tym m.in. rozpoczęcie prac nad nowym serialem, EastEnders. Producenci postanowili więc przesunąć datę premiery na wrzesień 1986, dzięki czemu zmienili rok finansowy i mogli korzystać z nieco większych zasobów finansowych. Dodatkowo byli zmuszeni zmienić format na taki, który mniej obciąża wydatki (m.in. ponowne zmniejszenie długości jednego odcinka do 25 minut). Porzucono wówczas wcześniejsze projekty odcinków i stworzono zupełnie nową fabułę do sezonu, który był zarazem jedną historią, podzieloną po raz pierwszy na cztery przygody. W lipcu 1985 projekty nowych postaci, Valeyarda, Inkwizytora i Mel były gotowe.

### Oryginalne historie
| # | Tytuł                           | Scenariusz             | Odcinki   |
| - | ------------------------------- | ---------------------- | --------- |
| 1 | The Nightmare Fair              | Graham Williams        | 2 odcinki |
| 2 | The Ultimate Evil               | Wally K. Daly          | 2 odcinki |
| 3 | Mission to Magnus               | Philip Martin          | 2 odcinki |
| 4 | Yellow Fever and How to Cure It | Robert Holmes          | 3 odcinki |
| 5 | In the Hollows of Time          | Christopher H. Bidmead | 2 odcinki |
| 6 | The Children of January         | Michael Feeney Callan  | 2 odcinki |

## Wersja DVD
Cała historia The Trial of a Time Lord została wydana jako jeden zestaw DVD 29 września 2008 w regionie drugim, 7 października 2008 w regionie pierwszym i 5 stycznia 2009 w regionie czwartym.

## Beletryzacje
| Nazwa                     | Autor                    | Premiera                 | Źródło                   |
| The Trial of a Time Lord  | The Trial of a Time Lord | The Trial of a Time Lord | The Trial of a Time Lord |
| ------------------------- | ------------------------ | ------------------------ | ------------------------ |
| The Mysterious Planet     | Terrance Dicks           | 21 kwietnia 1988         | [ 26 ]                   |
| Mindwarp                  | Philip Martin            | 15 czerwca 1989          | [ 27 ]                   |
| Terror of the Vervoids    | Pip i Jane Baker         | 18 lutego 1988           | [ 28 ]                   |
| The Ultimate Foe          | Pip i Jane Baker         | 15 września 1988         | [ 29 ]                   |
| Niewyprodukowane historie |                          |                          |                          |
| The Nightmare Fair        | Graham Williams          | 18 maja 1989             | [ 30 ]                   |
| The Ultimate Evil         | Wally K. Daly            | 17 sierpnia 1989         | [ 31 ]                   |
| Mission to Magnus         | Philip Martin            | 19 lipca 1990            | [ 32 ]                   |